# Srđan Vidaković
Srđan Vidaković (Sonta, 13. listopada 1986.) je hrvatski nogometaš rodom iz vojvođanskog dijela Bačke.
Karijeru je počeo u najmlađim kategorijama (limači, pjetlići) u nogometnom klubu iz njegovog rodnog sela Sonte, Dinama. U juniorsku kategoriju je otišao ranije od vršnjaka. Uskoro je prešao u Mladost iz obližnjeg Apatina gdje nije uspio napredovati zbog nenogometnih razloga, unatoč kvalitativnoj razlici. Nakon što je prošao juniorske kategorije, odlazi u Hrvatsku, u osječkog drugoligaša "Grafičar Vodovod". Klub nije napustio ni nakon što je ispao u 3. ligu, no onda su ga zapazili u najjačem osječkom klubu
Trenutačno nastupa za NK Osijek, za kojeg nastupa od siječnja 2008. 
U sezoni 2008./09. pod Lončarevićem se afirmirao u momčadi. Igra na poziciji ofenzivnog veznog igrača.

## Vanjske poveznice
- Sonta  Arhivirana inačica izvorne stranice od 27. studenoga 2013. (Wayback Machine) Stazama dječačkih snova, 17. srpnja 2009.